# Giuseppe Nogari

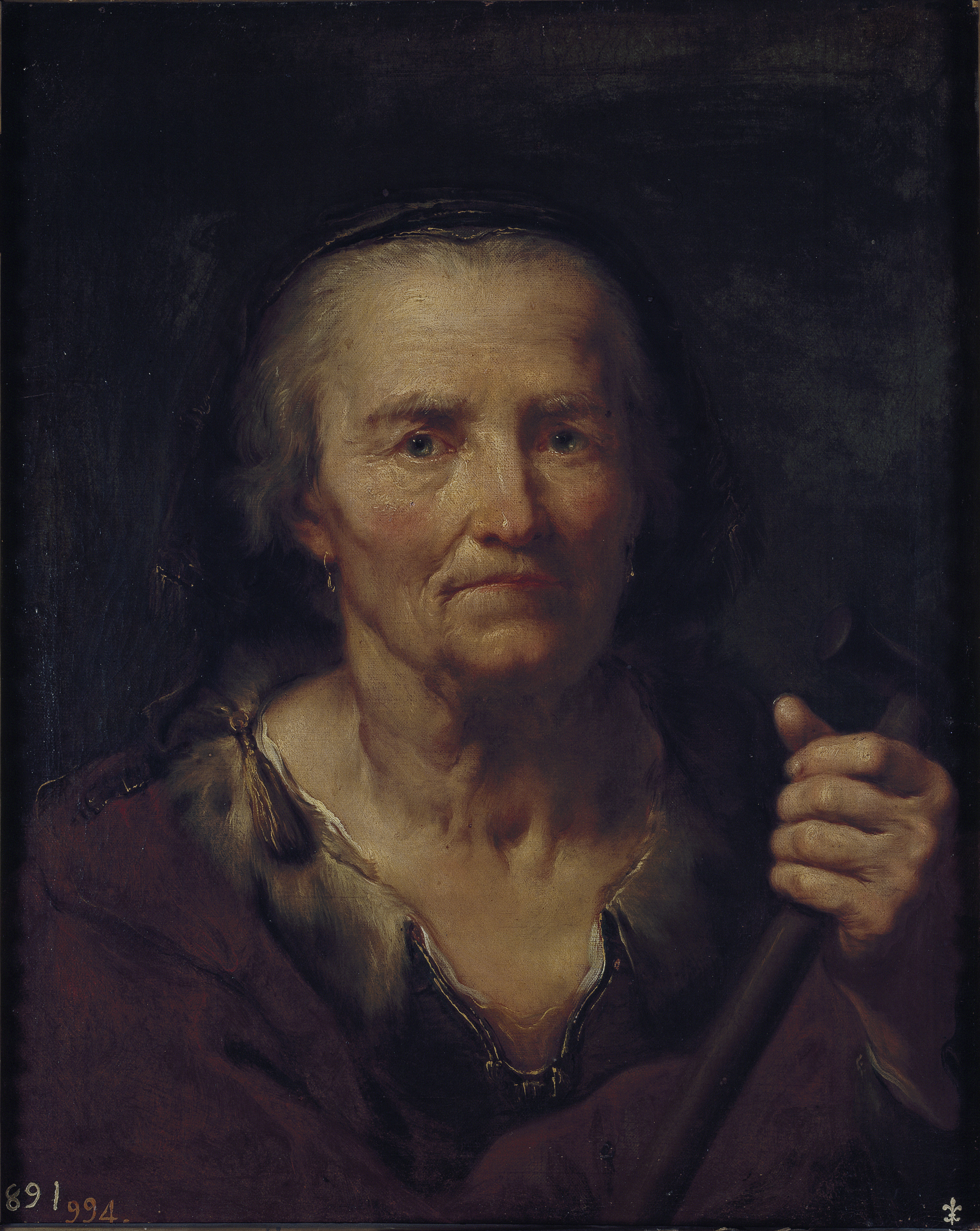
Vieja con una muleta, óleo sobre lienzo, 53 x 43 cm, Madrid, Museo del Prado.

Giuseppe Nogari (Venecia, 1699-1763) fue un pintor tardobarroco italiano.
Aunque discípulo de Antonio Balestra su pintura se vio influida en mayor medida por las tendencias rococó de otros maestros venecianos, como Jacopo Amigoni y Giovanni Battista Piazzetta, al mismo tiempo que se sintió atraído por los retratos de Rosalba Carriera y por Rembrandt y el claroscuro. Protegido por el marqués Ottavio Casnedi se dedicó con preferencia a la pintura de medias figuras y cabezas fuertemente caracterizadas, a menudo de ancianos pobremente vestidos. También disfrutó del apoyo de dos mecenas alemanes: Sigismund Streit y Johann Matthias von der Schulenburg, que contribuyeron decisivamente al mejor conocimiento y apreciación de su pintura fuera de Venecia. 
De 1739 a 1742 trabajó para los Saboya en Turín, pintando alegorías de las victorias de los duques para la decoración de la bóveda del gabinete de los espejos del Palacio Real de Turín, ahora en parte conservadas en el Pabellón de caza de Stupinigi. De regreso en Venecia en 1743 recibió encargos, entre otros, de Federico Augusto, elector de Sajonia, para y del cónsul británico Joseph Smith para quien pintó diversas cabezas de artistas, de Tiziano a Iñigo Jones, ahora en la Royal Collection. También en la década de 1750 recibió encargos destinados a los altares de las iglesias venecianas y de su entorno, de los que destaca el Cristo entregando las llaves a San Pedro de la catedral de Bassano del Grappa, donde parece conciliar las enseñanzas de Balestra con las influencias de Piazzetta. En 1756 participó en la fundación de la Academia de Bellas Artes de Venecia de la que fue presidente en 1762 y 1763.